# Individuell dressyr i ridsport vid olympiska sommarspelen 1972
Individuell dressyr i ridsport vid olympiska sommarspelen 1972 var en av sex ridsportgrenar som avgjordes under de olympiska sommarspelen 1972. 

## Medaljörer
| Event        | Guld                             | Silver                           | Brons                         |
| Individuellt | Liselott Linsenhoff Västtyskland | Jelena Petrusjkova Sovjetunionen | Josef Neckermann Västtyskland |

## Resultat
| Ryttare                  | Nation         | Häst         | Grand Prix | Placering | Omhoppning | Totalt |
| ------------------------ | -------------- | ------------ | ---------- | --------- | ---------- | ------ |
| Liselott Linsenhoff      | Västtyskland   | Piaff        | 1763       | 1 Q       | 1229       | 1      |
| Jelena Petrusjkova       | Sovjetunionen  | Pepel        | 1747       | 2 Q       | 1185       | 2      |
| Josef Neckermann         | Västtyskland   | Venetia      | 1706       | 3 Q       | 1177       | 3      |
| Ivan Kizimov             | Sovjetunionen  | Ikhor        | 1701       | 4 Q       | 1159       | 4      |
| Ivan Kalita              | Sovjetunionen  | Tarif        | 1647       | 6 Q       | 1130       | 5      |
| Ulla Håkansson           | Sverige        | Ajax         | 1649       | 5 Q       | 1126       | 6      |
| Karin Schlüter           | Västtyskland   | Liostro      | 1614       | 9 Q       | 1113       | 7      |
| Maud von Rosen           | Sverige        | Lucky Boy    | 1578       | 11 Q      | 1088       | 8      |
| Christilot Hanson-Boylen | Kanada         | Armagnac     | 1615       | 8 Q       | 1081       | 9      |
| Ninna Swaab              | Sverige        | Casanova     | 1622       | 7 Q       | 1067       | 10     |
| Aksel Mikkelsen          | Danmark        | Talisman     | 1597       | 10 Q      | 1060       | 11     |
| Lorna Johnstone          | Storbritannien | El Farruco   | 1576       | 12 Q      | 1036       | 12     |
| Gerhard Brockmüller      | Östtyskland    | Marios       | 1545       | 13        |            |        |
| Ulla Petersen            | Danmark        | Chigwell     | 1534       | 14        |            |        |
| Christine Stückelberger  | Schweiz        | Granat       | 1528       | 15        |            |        |
| Wolfgang Müller          | Östtyskland    | Semafor      | 1521       | 16        |            |        |
| Horst Köhler             | Östtyskland    | Imanuel      | 1486       | 17        |            |        |
| Anny van Doorne          | Nederländerna  | Pericles     | 1480       | T18       |            |        |
| Edith Master             | USA            | Dahlwitz     | 1480       | T18       |            |        |
| Charlotte Ingemann       | Danmark        | Souliman     | 1475       | 20        |            |        |
| Hermann Dür              | Schweiz        | Sod          | 1466       | 21        |            |        |
| John Winnett             | USA            | Reinald      | 1458       | 22        |            |        |
| Patrick le Rolland       | Frankrike      | Cramique     | 1451       | 23        |            |        |
| Jennie Loriston-Clarke   | Storbritannien | Kadett       | 1450       | 24        |            |        |
| Sylvio de Rezende        | Brasilien      | Othelo       | 1431       | 25        |            |        |
| Cindy Neale-Ishoy        | Kanada         | Bonne Année  | 1424       | 26        |            |        |
| Cees Benedictus          | Nederländerna  | Turista      | 1420       | 27        |            |        |
| John Swaab               | Nederländerna  | Maharadscha  | 1409       | 28        |            |        |
| Marita Aeschbacher       | Schweiz        | Charlamp     | 1389       | 29        |            |        |
| Lorraine Stubbs          | Kanada         | Venezuela    | 1379       | 30        |            |        |
| Lois Stephens            | USA            | Fasching     | 1345       | 31        |            |        |
| Kikuko Inoue             | Japan          | Don Carlos   | 1313       | 32        |            |        |
| Margaret Lawrence        | Storbritannien | San Fernando | 1242       | 33        |            |        |
| Francisco d'Alessandri   | Argentina      | Comalero     | DNS        |           |            |        |
| Juan José Vargas         | Argentina      | Pincen       | DNS        |           |            |        |